# Campeonato Asiático de Atletismo de 2023 - Lançamento de dardo feminino
A prova do lançamento de dardo feminino do Campeonato Asiático de Atletismo de 2023 foi disputada no dia 12 de julho de 2023, no Estádio Nacional, em Banguecoque, na Tailândia.

## Recordes
Antes desta competição, os recordes mundiais e do campeonato nesta prova eram os seguintes:
|                       | Nome              | Nacionalidade | Distância | Local      | Data                   |
| --------------------- | ----------------- | ------------- | --------- | ---------- | ---------------------- |
| Recorde mundial       | Barbora Špotáková | Chéquia       | 72m 28cm  | Estugarda  | 13 de setembro de 2008 |
| Recorde do campeonato | Lü Huihui         | China         | 65m 83cm  | Doha       | 21 de abril de 2019    |
| Recorde asiático      | Lü Huihui         | China         | 67m 98cm  | Cheniangue | 2 de agosto de 2019    |

## Medalhistas
| Ouro               | Prata             | Bronze                |
| Marina Saito (JPN) | Liu Shiying (CHN) | Dilhani Lekamge (SRI) |

## Cronograma
Todos os horários são locais (UTC+7)
| Data        | Hora  | Evento |
| ----------- | ----- | ------ |
| 12 de julho | 16:45 | Final  |

## Resultado final
A final ocorreu no dia 12 de julho às 16:45.
| Posição           | Atleta           | Nacionalidade  | #1    | #2    | #3    | #4    | #5    | #6    | Resultados | Notas            |
| ----------------- | ---------------- | -------------- | ----- | ----- | ----- | ----- | ----- | ----- | ---------- | ---------------- |
| Medalha de ouro   | Marina Saito     | Japão          | 56.05 | 61.67 | 58.95 | 59.52 | 59.58 | 61.15 | 61.67      |                  |
| Medalha de prata  | Liu Shiying      | China          | 61.51 | 59.17 | 60.67 | x     | x     | 61.09 | 61.51      |                  |
| Medalha de bronze | Dilhani Lekamge  | Sri Lanka      | 52.79 | 59.13 | 57.15 | 59.32 | 60.93 | 59.39 | 60.93      | Recorde nacional |
| 4                 | Annu Rani        | Índia          | 55.31 | 58.70 | 59.10 | x     | 58.46 | 58.29 | 59.10      |                  |
| 5                 | Gu Xinjie        | China          | 57.54 | 55.52 | x     | 54.58 | x     | 54.86 | 57.54      |                  |
| 6                 | Momone Ueda      | Japão          | 52.65 | 55.31 | 57.25 | 54.02 | 54.40 | 53.96 | 57.25      |                  |
| 7                 | Su Chao-chi      | Taipé Chinesa  | 51.65 | x     | 51.91 | 51.22 | 49.67 | 52.74 | 52.74      |                  |
| 8                 | Jannet Mukhamova | Turquemenistão | 51.68 | 50.20 | 50.74 | 46.83 | x     | 52.16 | 52.16      | Recorde nacional |
| 9                 | Jariya Wichaidet | Tailândia      | x     | 50.23 | 51.14 |       |       |       | 51.14      |                  |
| 10                | Chiu Pin-hsun    | Taipé Chinesa  | 45.19 | 50.87 | 48.47 |       |       |       | 50.87      |                  |
| 11                | Gim Gyeong-ae    | Coreia do Sul  | 47.15 | 49.04 | 49.13 |       |       |       | 49.13      |                  |
| 12                | Ng Ki Sum        | Hong Kong      | 43.87 | 42.71 | 45.14 |       |       |       | 45.14      |                  |
| 13                | Gennah Malapit   | Filipinas      | 43.57 | x     | x     |       |       |       | 43.57      |                  |

Legenda
| Recorde mundial       | Recorde mundial (World record)               |                       | Recorde africano                      | Recorde africano (African) |                                           | Q | Classificado por posição (Qualified) |
| Recorde do campeonato | Recorde do campeonato (Championship record)  | Recorde da América    | Recorde da América (Americas)         | q                          | Classificado por melhor tempo (Qualified) |   |                                      |
| Melhor marca do ano   | Melhor marca do ano (World leading)          | Recorde asiático      | Recorde asiático (Asian)              | DNS                        | Não largou (Did not start)                |   |                                      |
| Recorde nacional      | Recorde nacional (National record)           | Recorde europeu       | Recorde europeu (European)            | DNF                        | Não terminou (Did not finish)             |   |                                      |
| Recorde pessoal       | Recorde pessoal do atleta (Personal best)    | Recorde da Oceania    | Recorde da Oceania (Oceania)          | DSQ / DQ                   | Desclassificado (Disqualified)            |   |                                      |
| Recorde da temporada  | Recorde da temporada do atleta (Season best) | Recorde sul-americano | Recorde sul-americano (South America) | NM                         | Sem marca (No mark)                       |   |                                      |